# Jens-Peter Herold
Jens-Peter Herold (ur. 2 czerwca 1965 w Neuruppin) – niemiecki lekkoatleta średniodystansowiec reprezentujący początkowo Niemiecką Republikę Demokratyczną, medalista olimpijski z 1988 oraz mistrz Europy.

## Kariera zawodnicza
Specjalizował się w biegu na 1500 metrów. Zajął w tej konkurencji 2. miejsce na halowych mistrzostwach Europy w 1987 w Liévin, przegrywając jedynie z Holendrem Hanem Kulkerem. Na mistrzostwach świata w 1987 w Rzymie był na tym dystansie szósty. W tym samym roku ustanowił rekord NRD w biegu na 1500 metrów wynikiem 3:33,28, który nie został poprawiony do końca istnienia tego państwa.
Zdobył brązowy medal w biegu na 1500 metrów na igrzyskach olimpijskich w 1988 w Seulu, za Kenijczykiem Peterem Rono i Brytyjczykiem Peterem Elliottem. 2 lipca 1988 w Oslo ustanowił rekord NRD w biegu na 1 milę czasem 3:49,22, który do tej pory (czerwiec 2021) jest rekordem Niemiec. Podczas Pucharu Świata w 1989 w Barcelonie zajął 2. miejsce w biegu na 800 metrów i 3. miejsce w biegu na 1500 metrów. Zwyciężył w biegu na 1500 metrów na halowych mistrzostwach Europy w 1990 w Glasgow, a następnie na mistrzostwach Europy w 1990 w Splicie. W 1987 (w barwach NRD) i 1991 (w barwach Niemiec) stawał na podium finału A pucharu Europy.
Po zjednoczeniu Niemiec startował w reprezentacji tego państwa. Zajął 4. miejsce w finale biegu na 1500 metrów na mistrzostwach świata w 1991 w Tokio, przegrywając brązowy medal na linii mety ze swym rodakiem Hauke Fuhlbrügge. Na igrzyskach olimpijskich w 1992 w Barcelonie był szósty. Wystąpił również na mistrzostwach świata w 1993 w Stuttgarcie, na mistrzostwach Europy w 1994 w Helsinkach i na mistrzostwach świata w 1995 w Gōteborgu, ale odpadał w przedbiegach. Do tej pory (czerwiec 2021) jest halowym rekordzistą Niemiec w biegu na 1000 metrów (2:17,09 5 lutego 1993 w Berlinie), a także w biegu na milę (3:53,74 1 marca 1994 w Karlsruhe)i w biegu na 2000 metrów (4:56,23 6 marca 1993 w Karlsruhe).
Herold był mistrzem NRD w biegu na 800 metrów w 1987 i 1989, a także mistrzem na 1500 metrów w latach 1987–1990 i wicemistrzem w 1986. W hali był mistrzem NRD na 1500 m w latach 1986, 1987 i 1990, a w biegu na 3000 m mistrzem w 1987 i wicemistrzem w 1988.
Po zjednoczeniu Niemiec był mistrzem tego państwa na 1500 m w latach 1991–1993 oraz brązowym medalistą w 1995, a w hali mistrzem w 1993 i 1994 i brązowym medalistą w 1995.

## Rekordy życiowe
| Konkurencja                | Data i miejsce                  | Wynik      |
| -------------------------- | ------------------------------- | ---------- |
| bieg na 800 metrów         | 12 sierpnia 1990, Hengelo       | 1:44,88    |
| bieg na 800 metrów (hala)  | 11 lutego 1990, Karlsruhe       | 1:46,26    |
| bieg na 1000 metrów        | 2 lipca 1993, Villeneuve-d’Ascq | 2:16,52    |
| bieg na 1000 metrów (hala) | 5 lutego 1993, Berlin           | 2:17,09 NR |
| bieg na 1500 metrów        | 4 września 1992, Rieti          | 3:32,77    |
| bieg na 1500 metrów (hala) | 14 lutego 1993, Sindelfingen    | 3:36,26    |
| bieg na milę               | 2 lipca 1988, Oslo              | 3:49,22    |
| bieg na milę (hala)        | 1 marca 1994, Karlsruhe         | 3:53,74 NR |
| bieg na 2000 metrów        | 21 sierpnia 1982, Berlin        | 4:57,83    |
| bieg na 2000 metrów (hala) | 6 marca 1993, Karlsruhe         | 4:56,23 NR |
| bieg na 5 kilometrów       | 18 kwietnia 1990, Newcastle     | 14:09 NR   |